# کادریه سلیم اوغلو
کادریه سلیم اوغلو (Kadriye Selimoğlu؛ متولد ۱ ژوئن ۱۹۷۸ در ریزه، ترکیه) تکواندوکار ترک و قهرمان جهان است که در مسابقات دسته سبک‌وزن رقابت می‌کرد. او عضو باشگاه استانبول بی. بی است.
او تکواندو را از اوایل ۱۳ سالگی آغاز کرد و در رده سنی خود قهرمان کشور شد. سلیم اوغلو در رشته تربیت بدنی و ورزش در دانشگاه غازی در آنکارا تحصیل کرد. او به عنوان معلم تربیت بدنی مشغول بکار است.
وی در مسابقات قهرمانی تکواندو جهان ۲۰۰۱ که در شهر ججو کره جنوبی برگزار شد، مدال طلا را از آن خود کرد.